# Isistiné
Isistiné (Esistiné, Ysistiné), jedno od plemena Lulean Indijanaca iz Chaca na krajnjem sjeveru Argentine. Godine 1751. smješteni su sa srodnim plemenom Toquistiné na misiju San Juan Bautista de Balbuena, blizu današnje Balbuene na rijeci Salado. Oba plemena imala su (1751) 740 duša.